# 긍정심리학
긍정심리학(肯定心理學, 영어: positive psychology)은 개인과 사회를 번영시키는 강점과 장점을 연구하는 최근 주목받고있는 심리학의 한 분야이다. 단지 정신질환을 치료하는 것보다 일반적인 인생을 보다 충실히 하기 위한 연구가 이루어지고 있다. 즉, 긍정심리학은 자신을 위한 삶과 다른사람을 위한 삶을 같은 한 방향으로 놓는 삶이 인간 본연의 삶에 이바지하는 바가 주요하다라는 맥락에서 의학적 조건(medical conditions)이나 임상적 과정(clinical process)보다 개체 자연발생적인 능력 개발을 보다 중시하는 심리학의 한 분야이다. 또한 "긍정적인 주관적 경험, 긍정적인 개인 특성, 그리고 긍정적인 제도 등을 연구하며... 삶의 질을 향상시키는 것을 목표로 한다."
긍정심리학은 1998년 마틴 셀리그먼이 미국심리학회 회장 임기 중 이 분야를 주제로 선택하면서 새로운 심리학 영역으로 등장하였다.  이는 정신 질환에 중점을 두고 부적응 행동과 부정적 사고에만 초점을 맞추던 과거의 관행에 대한 반응으로 나타났다. 긍정심리학은 에이브러햄 매슬로와 칼 로저스의 인본주의 운동을 바탕으로 행복, 웰빙, 그리고 삶의 목적성을 강조한다.
긍정심리학은 아리스토텔레스의 에우다이모니아(eudaimonia) 등 주로 서양 철학에서 비롯된 개념을 바탕으로 하는데, 이는 일반적으로 "번영", "좋은 삶", 또는 "행복"이라는 용어로 번역된다. 긍정심리학자들은 행복에 기여하는 조건과 과정을 실증적으로 연구한다.
긍정심리학은 배우자, 가족, 친구, 동료, 그리고 더 큰 공동체 및 사회적 유대, 사회 조직, 신체 운동, 그리고 명상의 실천 등을 행복에 기여하는 요소로 제안한다. 영적 실천과 종교적 헌신 또한 행복감을 높이는 또 다른 요인이 될 수 있다. 또한 소득이 증가함에 따라 행복이 상승할 수 있지만, 더 이상의 소득 증가가 없거나 일정 수준에 도달한 이후에는 행복이 정체되거나 감소할 수도 있다.

## 정의
긍정적인 심리학은 "생명을 가장 가치있게 만드는 것의 과학적 연구" 또는 "생물학적, 개인적, 관계적, 제도적, 문화적, 전지구적 차원을 포함하는 여러 수준에서의 긍정적인 인간 기능과 번영에 대한 과학적 연구"를 통한 균형있는 삶을 의미한다. 긍정 심리학은 삶의 가장 큰 가치를 지닌 것으로 믿어왔던 기존 가치관에 대한 재해석의 맥락에서 반성의 필요성, 즉 삶과 삶에 가장 기여하는 요소인 "좋은 삶"(eudaimonia)을 뜻하는 것과 관련이 있다.

## 발전
긍정 심리학은 마틴 셀리그먼(Martin Seligman)이 미국 심리학 협회 회장으로 임명된 1998년의 심리학 분야의 새로운 영역으로 시작되었다. 미하이 칙센트미하이(Mihaly Csikszentmihalyi)와 크리스토퍼 피터슨(Christopher Peterson)은 이 발전의 공동 개시자로 여겨진다. 그것은 정신 질환에 초점을 둔 정신 분석과 행동주의에 대한 반응이며 이러한 부적응 행동과 부정적 사고에대한 긍정적인 사고 및 행동과의 균형있는 삶의 초점을 강조한다. 행복과 복지, 양성에 중점을 두는 인본주의 운동을 더욱 발전시켜 긍정심리학으로 알려진 토대를 마련한다.

## 이론

### PERMA

PERMA model

마틴 셀리그먼은 2011년에 출판한 책 '플로리시'(Flourish)에서 행복한 삶의 세 가지 종류 중 마지막 범주인 "의미 있는 삶"이 세 가지 다른 범주로 나뉠 수 있다고 주장했다. 이로써 행복한 삶의 요소를 다섯 개로 범주화하는데, 첫 글자를 따서 PERMA로 요약한다. 이는 긍정적 감정(Positive Emotions), 몰입(Engagement), 관계(Relationships), 의미와 목적(Meaning and purpose), 성취(Accomplishments)를 의미한다.
긍정적 감정
긍정적 감정은 단순히 행복이나 기쁨만을(ch. 1) 포함하는 것이 아니라 고양감, 만족감, 자부심, 경외감 등 다양한 감정을 포함한다. 이러한 긍정적 감정은 더 긴 수명과 건강한 사회적 관계와 같은 긍정적 결과와 연관되어 있다.
몰입
몰입은 개인의 관심사를 활용하고 구축하는 활동에 참여하는 것을 의미한다. 미하이 칙센트미하이는 진정한 몰입을 "플로우(flow)" 상태로 정의하는데, 이는 깊고 자연스러운 참여 상태와 강렬한 느낌, 황홀감과 명확성이 특징이다. 이 상태에 도달하려면 특정 기술을 요구하는 과제와, 약간의 도전이 있어야 한다. 몰입은 과제에 대한 열정과 집중을 포함하며, 이를 통해 완전한 몰두와 자기 의식의 상실을 경험하게 된다.
관계
관계는 긍정적 감정에 공급되는 주요 연료와도 같다. 이는 직장, 가족, 연인, 우정 등 다양한 형태로 나타난다. 관계를 통해 인간은 긍정적인 감정을 주고받으며, 이를 통해 긍정성을 확산시킨다. 관계는 좋을 때나 나쁠 때 모두 중요하며, 긍정적으로 서로에게 반응하는 것을 통해 더욱 강화될 수 있다.
의미와 목적
이는 "왜?"라는 질문에 답하며, 삶의 모든 부분을 관통하는 맥락이 된다. 자신보다 더 큰 무언가를 발견하는 것이 바로 의미를 찾는 것이다. 의미 있는 목표를 향해 나아가는 것은 사람들에게 동기부여를 제공한다.
성취
성취는 성공과 숙달을 추구하는 것이다. 다른 PERMA 요소들과 달리, 성취는 때로는 긍정적인 감정, 의미 또는 관계를 가져오지 않을 때도 추구된다. 그러나 성취는 긍정적 감정의 일부인 자부심을 활성화할 수 있으며, 개인 또는 공동체, 즐거움 또는 업무에 기반을 둘 수 있다.

### 제2세대 긍정심리학
폴 웡(Paul Wong)은 행복과 삶의 의미를 구분짓고, 인생에서 행복을 추구하는 것과 대비하여 삶의 의미를 추구하는 것에 초점을 둔 제2세대 긍정심리학의 개념을 제시했다. 이브찬(Ivtzan), 로마스(Lomas), 헤퍼론(Hefferon), 그리고 워스(Worth)는 긍정심리학을 긍정적 결과 또는 긍정적인 정신 건강에 대한 것이라고 재해석하며, 부정적인 감정과 비관주의를 수용하는 것의 긍정적인 결과를 탐구했다. 제2세대 긍정심리학은 고통을 피하기보다는 고통의 의미를 수용하고 변형시키는 것이 더 낫다는 관점을 제시한다.
2016년 로마스(Lomas)와 이브찬(Itzvan)은 긍정심리학의 목표인 인간 번영이 긍정과 부정의 변증법적 상호작용을 포용하는 것이라고 제안했다. 현상은 맥락과 독립적으로 긍정적이거나 부정적인 것으로 결정될 수 없다는 것이다. 이들은 다음과 같은 예시를 든다.
- 낙관주의와 비관주의의 변증법적 관계: 낙관주의는 수명 연장과 연관되어 있지만, 전략적 비관주의는 더 효과적인 계획과 의사 결정으로 이어질 수 있다.
- 자존감과 겸손의 변증법적 관계: 자존감은 웰빙과 관련이 있지만, 자존감을 추구하는 것이 우울증을 증가시킬 수 있다. 겸손은 낮은 자존감일 수도 있지만, 이타적인 행동을 이끌어낼 수도 있다.
- 용서와 분노의 변증법적 관계: 용서는 웰빙과 관련되어 있지만, 학대에 대해 더 관대한 사람은 장기간 학대를 받을 위험이 있다. 분노는 파괴적인 감정으로 여겨지지만, 또한 도덕적인 감정으로 부당함에 맞서기 위해 활용될 수 있다.

2019년 웡은 제2세대 긍정심리학의 네 가지 원칙을 제안했다.
1. 인생이 악과 고통으로 가득하다는 현실을 용기 있게 수용하고 대면하기
2. 지속 가능한 웰빙은 고통과 삶의 어두운 면을 극복함으로써만 달성될 수 있다.
3. 인생의 모든 것이 양극성을 가지고 있으며, 변증법을 통해 적응적인 균형을 이루는 것의 중요성 인식
4. 원주민 심리학에서 배우기, 예를 들어 나쁜 상황에서도 깊은 기쁨을 찾는 고대의 지혜

제2세대 긍정심리학은 종종 "PP 2.0"으로 약칭된다.

### 제3세대 긍정심리학
제3세대 긍정심리학은 개인을 넘어 우리가 살아가는 그룹과 시스템을 더 깊게 탐구하는 것을 강조한다. 또한 더 많은 학제 간 연구와 다문화적 접근을 촉진하며, 다양한 방법론을 통합한다.
사람들의 실제 생활에서의 경험을 보다 광범위하게 탐구하고 시스템적, 사회문화적 차원을 탐구하면서, 다음의 네 요소에 초점을 둔다.
1. 탐구의 초점: "시스템 통합 긍정심리학(systems-informed positive psychology)"과 같은 새로운 패러다임에 관심을 기울이며, 이를 통해 시스템 과학의 원리와 개념을 통합하여 인간 사회 시스템과 그 안의 개인을 최적화하는 것이다.
2. 학문 분야: 더 많은 다학제 및 학제 간 접근이 필요하며, 이는 전통 교육과 행복 및 전반적인 웰빙을 증진시키는 연구 기반의 방법을 결합한 "긍정 교육"과 같은 혼합적 접근을 통해 반영된다.[25]
3. 문화적 맥락: 더욱 다문화적이고 세계적으로 접근하기
4. 방법론: 양적 연구에만 의존하지 않고 질적 및 혼합 방법 접근과 같은 다른 패러다임과 지식을 수용하기

위의 내용을 반영하여 제2세대와 제3세대 긍정심리학은 인간의 웰빙과 번영에 대한 보다 복잡하고 다면적인 접근을 추구한다.

## 적용
긍정 심리학의 가이딩 이론은 셀리그만(Seligman)의 PERMA(Positive Emotions, Engagement, Relationships, Meaning 와 purpose, 그리고 Accomplishments의 약어)와 칙센트미하이(Csikszentmihalyi)의 몰입 이론이며 셀리그먼(Seligman)과 피터슨(Peterson)의 "성격강점과 덕목의 분류"(Character Strengths and virtues)는 긍정 심리학의 방법론적 연구에 중요한 기여를 했다.
긍정 심리학자들은 개인의 행복을 키울 수있는 여러 가지 방법을 제안했다. 신체적 운동과 명상 실천이 행복에 기여할 수 있는 역할과 함께 배우자, 가족, 친구 및 직장, 모임 또는 사회 조직을 통한 광범위한 네트워크같은 사회적 관계는 보다 특히 중요하게 다루어진다. 행복은 비록 더 이상 이득이 적어지거나 심지어 금융 소득이 예전에 비해 떨어지더라도  균형감있는 이러한 긍정 심리의 증가에 의해 상승될 수 있다고 밝히고 있다.

### 사회기여
긍정 심리학을 통해 사회에 기여할 수 있는 방법은 여러 가지가 있다.긍정 심리학은 개인과 공동체의 웰빙을 증진시키는 데 초점을 맞추기 때문에, 이를 사회적 변화와 발전에 큰 기여를 한다고 본다.
1. 교육 프로그램 개발
   - 학교와 교육 기관에서 긍정 심리학의 원리를 적용하여 학생들에게 정서적 회복력, 사회적 기술, 자기 효능감 등을 가르치는 교육 프로그램을 개발한다. 이를 통해 학생들은 긍정적인 자기 개념과 스트레스 관리 능력을 배울 수 있다. 예를 들어 미국의 '긍정 심리학 기반 교육'(Positive Psychology Education) 프로그램은 학생들에게 정서적 회복력, 자기 효능감, 사회적 기술을 가르치는 데 초점을 맞추고 있다. 캐롤라인 심슨의 ‘성공적 삶의 기술’ 프로그램은 학생들에게 긍정적인 감정 관리와 스트레스 해소 방법을 교육한다.
2.직장 내 웰빙 증진
   - 기업과 조직에서 직원들의 웰빙을 증진하기 위해 긍정 심리학 기반의 웰빙 프로그램과 워크숍을 운영한다. 긍정적인 피드백, 강점 기반의 경영, 직무 만족도를 높이는 활동을 통해 직원들의 동기 부여와 생산성을 높일 수 있다. 예를 들어 구글과 페이스북과 같은 기업들은 직원들의 웰빙을 증진하기 위해 긍정 심리학 이론을 기반으로 한 프로그램을 도입했다. 이들 기업은 직원들에게 감정적인 지지와 긍정적인 피드백을 제공하며, 직무 만족도를 높이기 위해 심리적 강점 개발과 경력 개발 프로그램을 운영한다.
3. 정신 건강 지원
   - 정신 건강 치료와 상담에서 긍정 심리학의 원리를 적용하여 치료의 효과를 높인다. 예를 들어, 감사 일기 쓰기, 긍정적 경험의 강화, 강점 중심의 접근법 등을 통해 치료를 진행한다.긍정 심리치료(Psychological Therapy)는 우울증이나 불안 장애를 치료하는 데 긍정 심리학의 원리를 적용한다. 긍정 심리치료는 개인의 강점을 발휘하고, 감사와 같은 긍정적인 정서를 증진시키는 방법을 통해 치료 효과를 높인자.
4. 사회적 연대와 지원
-지역 사회와 공동체에서 긍정적인 사회적 유대감을 증진시키는 활동을 조직한다. 예를 들어, 자원 봉사, 사회적 지원 네트워크 구축, 공동체 행사 등을 통해 사회적 연결과 지원을 강화한다.
이와 같은 방법들은 긍정 심리학의 원리를 실천에 옮기고, 사회의 다양한 측면에서 긍정적인 영향을 미치는 데 기여할 수 있다.

긍정심리학자들은 개인의 행복이 촉진될 수 있는 여러 가지 방법을 제안해 왔다. 일, 커뮤니티, 또는 사회 조직을 통한 배우자, 가족, 친구, 더 넓은 네트워크와의 사회적 유대는 특히 중요한 반면에 육체적인 운동과 명상의 실천 또한 행복에 기여할 수 있다. 이러한 맥락에서 행복은 비록 더 이상의 경제적 이익이 생기지 않아 정체되거나 심지어 재정적 수입이 하락하는 경우에서도 증가할 수 있다.

## 같이 보기
- 직장에서의 행복감(영어판)
- 행복 경제학(영어판)
- 진화심리학
- 동물행동학